# Влашек, Карл
Карл Вла́шек (нем. Karl Wlaschek; 4 августа 1917, Вена — 31 мая 2015, Грац) — австрийский предприниматель, основатель сети супермаркетов Billa. Продав свой концерн, Влашек занимался инвестициями в сфере недвижимости. По версии Forbes в 2012—2015 годах Влашек занимал третью строчку в списке самых богатых людей Австрии после Иоганна Графа и Дитриха Матешица.

## Биография
Получив аттестат зрелости, Влашек несколько семестров проучился на химическом факультете Венского технического университета. В 1938 году он был призван на службу в вермахт, к концу войны он успел поучаствовать в боевых действиях во Франции и в СССР. После Второй мировой войны под псевдонимом Чарли Уокер Влашек работал пианистом в баре, руководил музыкальным коллективом и мечтал заработать денег на собственное кафе с танцами.
В 1953 году Карл Влашек открыл в венском районе Маргаретен парфюмерный магазин, предлагавший брендовые товары со скидками. К 1960 году торговая компания Влашека уже владела 45 филиалами. Влашек перенёс удачный опыт на торговлю продуктами питания, ввёл систему самообслуживания и в 1961 году назвал свои магазины Billa (сокращение от нем. Billiger Laden — «дешёвый магазин»).
В 1990-е годы компания Влашека вышла на европейский уровень. В 1996 году Карл Влашек уступил свой бизнес немецкому холдингу Rewe Group за 1,1 млрд евро. Ему не удалось поучаствовать в приватизации второго по размерам банка Австрии Creditanstalt, и он занялся инвестициями в недвижимость. В собственность Влашека перешли восемь дворцов во центре Вены, в том числе дворец Кинских, дворец Ферстеля, дворец Гаррахов, а также офисные небоскрёбы Andromeda и Ares в Donau City, старое здание Венской фондовой биржи и другие многочисленные объекты общей численностью свыше сотни. Состояние Карла Влашека в 2012 году оценивалось в 4,7 млрд евро, в 2015 году — в 4,2 млрд долларов.
Карл Влашек был женат пять раз, последний раз он женился в апреле 2012 года. Похоронен в мавзолее, построенном во внутреннем дворе принадлежавшего ему венского дворца Кинских.